# Ermengol IV d'Urgell
Ermengol, o Armengol o Ermengardo, detto el de Gerb o Gerp (1050 circa, oppure 1056 circa – Os de Balaguer, 1092), è stato conte di Urgell dal 1066 e conte consorte di Forcalquier, dal 1079 fino alla sua morte.

## Origine
Come ci conferma la Historia de los condes de Urgel, Tomo I fu il figlio primogenito ed unico maschio del conte di Urgell, Ermengol III di Barbastro e della sua prima moglie, Adelaide di Besalú, (? -ca. 1055), figlia del conte di Besalú e Ripoll Guglielmo I ( † 1052) e della moglie, Adelaide ( † dopo il 1036), di cui non si conoscono gli ascendenti.
Ermenegol III di Barbastro, come ci conferma le Ex Gestis Comitum Barcinonensium, era il figlio maschio primogenito del Conte d'Urgell, Ermengol II il Pellegrino e di Velasquita ( † dopo il 1066), di cui non si conoscono gli ascendenti, che viene citata assieme al figlio in due documenti, uno del 1048 e uno del 1049.

## Biografia
Dal documento n° 18 del Diplomatari de Santa Maria de Poblet Tomo I 960-1177 (non consultato), del 19 giugno 1063, risulta che Ermengol si era sposato in giovane età, in quanto in quella data risultava già sposato con Lucia (o Luciana), assieme alla quale, con quel documento fece dono di un castello a una coppia di sposi (Arnald Dalmad et uxori tua Ermengards).
Nel febbraio/marzo 1065, suo padre, Ermengol III, fu ucciso in battaglia, a Barbastro, combattendo contro i Mori e dal nome di quella località, gli fu dato il soprannome. Ermengol IV ereditò allora la contea di Urgell e, secondo la COL·LECCIÓ DIPLOMÀTICA DE SANT PERE D'ÀGER il 12 aprile di quello stesso anno, assieme alla contessa vedova, Sancha d'Aragona, terza moglie di suo padre, fecero una donazione alla chiesa d'Àger, dove Ermengol III, ucciso dai Saraceni, fu sepolto.
Secondo la Historia de los condes de Urgel, Tomo I, oltre al titolo, Ermengol ereditò dal padre anche i tributi che i re Mori pagavano alla contea di Urgell ed inoltre i primi anni di governo furono calmi e tranquilli.
Nell'aprile del 1073, ancora secondo la Historia de los condes de Urgel, Tomo I, Ermengol, assieme alla moglie, Luciana (Ermengaudus comes Urgelensis et Luciana comitissa uxor eius) confermarono la matrigna, Sancha, figlia del re d'Aragona, Ramiro I (Sanctiæ comitissæ filiæ Ranimiri regis), nel possesso del castello di Pilzano, che aveva ricevuto in dono dal proprio marito e padre di Ermengol IV, Ermengol III di Barbastro (pater meus Ermengaudus comes).
Ermengol fu un conte molto attivo; nel 1076, cominciò la sua personale Reconquista, occupando il bacino del fiume Sió si al fiume Segre, conquistando il villaggio di Agramunt ed il suo sobborgo Almenara Alta.
Sempre secondo la Historia de los condes de Urgel, Tomo I, Ermengol IV, nella vicinanze della città di Balaguer, città in mano ai Mori, vicino alla confluenza del Sio nel Segre, costruì il castello di Gerb (da cui deriva il suo soprannome), con la prospettiva di poter conquistare Balaguer, Dopo aver accerchiato la città costrinse il suo re Almudafar a riconoscersi battuto e a pagare un tributo al conte di Urgell.
Verso il 1079, secondo la Historia de los condes de Urgel, Tomo I Ermengol IV, prima del 1080, Ermengol era rimasto vedovo di Lucia ed aveva sposato, in seconde nozze, la Contessa di Forcalquier, Gap ed Embrun, Adelaide (? - 1129), figlia unica del conte di Forcalquier, Guglielmo Bertrando II e della sua seconda moglie, Adelaide di Cavenez (citata assieme alla figlia nel Gallia Christiana Novissima, Tome I, Aix, Instrumenta, Sisteron), sorella di Guido Conte di Cavenez.
Un documento del 1087 certifica che il marito le donò una proprietà al monastero di Santa Maria a La Seu d'Urgell.
Prima del 1086, ancora secondo la Historia de los condes de Urgel, Tomo I, Ermengol IV fece testamento, nel quale disponeva che se il suo erede fosse morto, nella contea gli sarebbero subentrati i suoi fratelli, Raimondo, Guglielmo e Berengario, e nel caso che anche questi ultimi fossero mancati, il suo titolo sarebbe andato a suo nipote, Pietro, figlio (erede al trono) del re d'Aragona, Sancho Ramírez; ma nel 1090, probabilmente su richiesta della seconda moglie, Adelaide, redasse un nuovo testamento, in cui disponeva che la contea di Forcalquier, alla morte di Adelaide andasse al loro figlio, Guglielmo.
Ermengol fu un fermo sostenitore della Riforma gregoriana, voluta da papa Gregorio VII, della Chiesa, che introdusse nella contea di Urgell.
Nel 1091 infine, ancora secondo la Historia de los condes de Urgel, Tomo I, Ermengol sottomise la città di Balaguer, rinforzando la sua posizione nelle valli del Sió e del Segre, occupando Linyola e Bellcaire, rese tributario il re di Lerida e avanzando nella valle del Segre, arrivò al fiume Ebro e raggiunse la città di Tortosa, e prima di morire rese tributario anche il re di Saragozza.
Ermengol morì, nel castello di Gerb (oggi nella Comarca di Noguera), nel 1092. La morte di Ermengol IV viene ricordata, nell'anno 1092, anche dal volume XLVI della España Sagrada. Fu sepolto nel monastero di Ripoll.
A rmengol IV, dopo ventotto anni di governo di vittorie e di conquiste, succedette il figlio Ermengol V di Mayeruca

## Discendenza
Ermengol dalla prima moglie, Lucia o Luciana ebbe un figlio:
- Ermengol[12](1071/8-1102) conte di Urgell[24];

mentre dalla seconda moglie, Adelaide di Provenza, ne ebbe due:
- Guglielmo[16] ( - 1129), conte di Forcalquier[12]
- Sancha[4], morta giovane.

### Fonti primarie
- (LA) Gallia Christiana Novissima, Tome I, Aix, Instrumenta, Sisteronue.
- (LA) Rerum Gallicarum et Francicarum Scriptores, tome XI.
- (LA) COL·LECCIÓ DIPLOMÀTICA DE SANT PERE D'ÀGER, vol 1° (PDF) (archiviato dall'url originale il 5 marzo 2016)
- (LA) España Sagrada, volume XLVI.

### Letteratura storiografica
- Rafael Altamira, La Spagna (1031-1248), in «Storia del mondo medievale», vol. V, 1999, pp. 865–896
- Paul Fournier, Il regno di Borgogna o d'Arles dall'XI al XV secolo, in «Storia del mondo medievale», vol. VII, 1999, pp. 383–410
- (FR) Histoire Générale de Languedoc avec des Notes, Tome IV.
- (FR) Gallia Christiana Novissima, Tome I, Province d'Aix.
- (ES) Historia de los condes de Urgel, Tomo I.